# 佼成学園女子中学校・高等学校
佼成学園女子中学校・高等学校（こうせいがくえんじょしちゅうがっこう・こうとうがっこう）は、東京都世田谷区給田二丁目に所在する私立女子中学校・高等学校。
高等学校においては、内部進学する生徒と外部から入学する生徒は、第1学年から混合してクラスを編成する併設混合型中高一貫校である。
設置者は学校法人佼成学園で宗教団体立正佼成会の関係校だが、国際教養では仏教に限らない世界の宗教全般を扱った教育が行われている。

## 概要
跡見花蹊の跡見女学校（現：跡見学園）に学んだ岩佐ゑいにより、1907年（明治40年）に開校。その後変転を経て、立正佼成会が運営を引き継いで現在に至る。
仏教精神（人格の完成・人間尊重の精神）を中学教育の基盤にし、全人教育により平和社会の繁栄に役立つ人間を育成することを建学の精神としている。
オーソドックスなセーラー服の制服は人気が高い。

## 交通アクセス
- 京王線「千歳烏山駅」より 徒歩5分
- 京王バス歳23 「南水無」下車、徒歩3分[4]

## 制服
- 冬服　セーラー服
- 夏服　セーラー服

※中高共通だが、リボンの色が異なる。中学は紺、高校は濃紺。
創立60周年を記念して、2014年度入学生より制服がリニューアルされた。
体操着は、スポーツ用品メーカーのFILA製となっている。

## 設置課程（高校）
- 全日制課程
  - 留学コース（SA：Study Abroad）　1年間ニュージーランド留学（高1の11月～高2の12月）を主たるプログラムに据えたコース。現地に日本人の常駐スタッフを置いている上、現地校と単位互換して3年間で高校卒業することも可能。
  - スーパーグローバルコース（SG：Super Global）　高大連携や留学生との交流などで国際社会の課題を理解し、タイでのフィールドワークを経て、ロンドン大学で英語研究論文を完成させる異文化理解と課題研究を軸にしたコース。
  - 特進コース（SH：Science & Humanities）　国公立大学や難関私立大学への合格を目指すコース。ハイレベルな授業はもちろん、外部講師による放課後の校内予備校を利用して充実の受験準備ができるほか、総合型選抜や指定校推薦も充実。
  - 進学コース（SC：Sports & Culture）　放課後に必修となる講習が設定されていないため、部活動や習い事に充分な時間を取って学業と両立させやすくカスタマイズしやすいコース。ほとんどが総合型選抜や指定校推薦で大学進学する。

## 教育の特色

### 英語教育
佼成学園女子では、実社会においても即戦力として役に立つ「使える英語」と、大学受験のための「合格（うか）る英語」の教育に力を注いでおり、その豊かな英語学習環境から「英語の佼成」とも呼ばれている。
- イマージョン・プログラム

音楽、美術、体育、パソコンの4科目で行われる、英語の母語話者による「イマージョン教育」（どっぷり英語漬けになれるカリキュラム）が受けられる、日本でも数少ない中学校である。
- 英検まつり

佼成学園女子では6月と10月の年2回、全校をあげて英検に取り組んでいる。試験の2週間前から毎朝25分、英単語と英熟語の暗記に挑戦する「英単チャレンジ」を行う。希望者には放課後「英検対策講座」を実施。廊下にはクラスごとの「英単語・英熟語シートの達成数」を貼り出し、学校全体で楽しく競っている。すべての教科の教員も英検に取り組んでおり、まさに「英検まつり」と呼ぶにふさわしい雰囲気が校内に漂っている。さらに英検二次試験（面接）に備えて、外国人教師と1対1で練習を重ね、合格を確実なものにする。一人で勉強をするのではなく、全員で楽しみながらチャレンジする「英検まつり」は、お互いに刺激し合うことで全体的な成績向上につながっている。
- ニュージーランド修学旅行（中3）

英語でのコミュニケーションの機会がふんだんに織り込まれた7泊8日のニュージーランド修学旅行を実施している。高校特進留学コース (KGGS) の先輩たちが通う学校を訪問し、集会や授業・ランチタイムなどを現地の生徒たちと一緒に過ごす1日留学体験や2泊のファームステイ（農場でのホームステイ）で、ニュージーランドの人たちの生活を直に体験する。
- イギリス修学旅行／イギリス短期留学（高2）

高校2年生の7月にはイギリスのロンドン、コッツウォルズ地方への修学旅行を実施している。歴史ある街並みの観光に加え、ホームステイをしたり、現地の高校生に日本文化を紹介する取り組みなどもある。旅行後、希望者はそのまま40日間の短期留学が可能となっており、イギリスのブライトン地方で語学学校に通いながらホームステイを行う。

## 年間行事
- 4月

始業式
入学式
オリエンテーション合宿（中1・高1）
授業参観
- 5月

スポーツフェスタ
- 6月

漢字検定
英検まつり
進路講演会（中3）
数学検定［希望者］
- 7月

期末試験
イングリッシュサマーキャンプ［希望者］
イギリス修学旅行／イギリス短期留学（高2）
終業式
- 9月

始業式
創立記念日
- 10月

英検まつり
ニュージーランド修学旅行（中3）
漢字検定
乙女祭
- 11月

校外体験学習（中1、中2）
授業参観週間
- 12月

期末試験
終業式
- 1月

始業式
カルタ大会
- 2月

漢字検定
英語検定  [希望者]
数学検定［希望者］
- 3月

学年末試験
プレゼンテーションデー
卒業生による進路講演会（中2・高2）
卒業式
終業式

## 活動
- ハンドボール部は、全国タイトルを計10回（インターハイ4回・選抜3回・国体3回）獲得している。

## メディア掲載
- 『読売ウイークリー』（2008年10月5日号）に特集記事が掲載 〜 中高一貫　女子校選び　6つのキーワード 〜
- 『サンデー毎日』（2008年12月14日号）に特集記事が掲載 〜 進学実績アップで女子校人気復活！ 〜
- 『サンデー毎日』（2009年9月6日号）に特集記事が掲載 〜 学習塾が勧める中高一貫校（首都圏有名407塾塾長・教室長アンケート） 〜
- 『サンデー毎日』（2009年10月18日号）に特集記事が掲載 〜 2010中学入試　最新偏差値　エキスパート10人が選ぶ　中高一貫校 〜
- 『サンデー毎日』（2010年3月14日号）に特集記事が掲載 〜 私大総集編　大学合格者高校別ランキング 〜
- 『AERA（アエラ）』（2010年4月5日号）に特集記事が掲載 〜 「公立に勝てる」私立中高一貫80校　高校無償化で問われる東西中堅校の最新合格実績 〜
- 『進学レーダー』（2010年9月号）に特集記事が掲載 〜 グーンと伸びる進学校とは？ 〜
- 『サンデー毎日』（2010年9月19日号）に特集記事が掲載 〜 首都圏有名400塾　塾長・教室長アンケート　学習塾オススメの中高一貫校 〜
- 『サンデー毎日』（2010年10月17日号）に特集記事が掲載 〜 エキスパート10人が選ぶ中高一貫校 〜
- 『サンデー毎日』（2011年3月13日号）に特集記事が掲載 〜 私大総集編　大学合格者高校別ランキング 〜
- 『日経新聞NIKKEIプラス1』（2011年4月23日発行）に学校図書室についての記事が掲載
- 『サンデー毎日』（2011年5月8-15日号）に特集記事が掲載 〜 難関大学合格者数が伸びている全国400高校 〜
- 『週刊ダイヤモンド』（2011年6月25日号）に特集記事が掲載 〜 激変！中高一貫校・高校ランキング 〜
- 『サンデー毎日』（2011年9月25日号）に特集記事が掲載 〜 首都圏387塾アンケート　学習塾が薦める中高一貫校 〜
- 『サンデー毎日』（2011年10月16日号）に特集記事が掲載 〜 エキスパート11人が選ぶ中高一貫校 〜
- 『サンデー毎日』（2012年5月27日号）に特集記事が掲載 〜 わが子の学力を伸ばしてくれる私立中高一貫校 〜
- 『AERA（アエラ）』（2012年7月16日号）に特集記事が掲載 〜 「内向き志向」をぶっ飛ばせ　高校で留学して 大学受験も勝つ 〜
- 『サンデー毎日』（2012年9月30日号）に特集記事が掲載 〜 首都圏366学習塾が勧める中高一貫校 〜
- 『サンデー毎日』（2012年10月21日号）に特集記事が掲載 〜 エキスパートが注目する中高一貫校 〜
- 『AERA（アエラ）』（2012年11月12日号）に特集記事が掲載 〜 公立中高一貫校　併願この私立 〜
- 『サンデー毎日』（2013年3月3日号）に特集記事が掲載 〜 2013年入試速報第1弾　大学合格者高校別ランキング 〜
- 『サンデー毎日』（2013年10月20日号）に特集記事が掲載 〜 中学受験のカリスマが勧める中高一貫校 〜
- 『サンデー毎日』（2014年3月2日号）に特集記事が掲載 〜 2014年入試速報第2弾　大学合格者高校別ランキング 〜
- 『サンデー毎日』（2014年10月19日号）に特集記事が掲載 〜 中学受験のエキスパートが勧める一貫校 〜

## 沿革
- 1907年 - 東京府東京市牛込区天神町に東京女子技芸学校を開校するも間もなく閉校。
- 1920年 - 岩佐実科高等女学校として再開。
- 1929年 - 岩佐高等女学校に改称。
- 1937年 - 北多摩郡千歳村給田の現在地に移転。
- 1947年 - 学制改革により、岩佐学園中学校開校。翌年には岩佐学園高等学校も開校。
- 1955年 - 学校法人交成学園に運営を委譲、交成学園白梅中学校・高等学校に改称。
- 1960年 - 法人名「交成学園」を「佼成学園」に改める
- 1979年 - ソフトボール部がインターハイで優勝
- 1987年 - ハンドボール部がインターハイで優勝
- 1992年 - 高等学校に英語コースを創設
- 1998年 - 高等学校に特進コースを創設（英語コースから移行）
- 2000年 - 中学校で英語のイマージョン・プログラムを開始
- 2004年 - 高等学校に「特進文理コース」「特進留学コース」を創設
- 2007年 - 高等学校に「メディカルクラス」と「スポーツクラス」を創設
- 2010年 - ニュージーランドのジョン・キー首相が来校。記念講演会を行う
- 2013年 - ロンドン大学SOAS校と提携
- 2014年 - 文部科学省スーパーグローバルハイスクール (SGH) に指定

## 著名な出身者
- 鈴木淑恵 - 女優
- 香川恵美子 - 元TBSアナウンサー
- 鳥越雅子 - アナウンサー
- 中村理恵 - アナウンサー
- 森川悦子 - バスケットボール選手
- 高野眞希 - ラグビー選手（女子日本代表）
- 白井沙織 - 元ソフトボール選手
- 角屋里帆 - ハンドボール選手
- 松村杏里 - ハンドボール選手
- 三田未稀 - ハンドボール選手
- 三橋未来 - ハンドボール選手
- 瑠風輝 - 宝塚歌劇団宙組3番手男役